# Vrh pri Križu
Vrh pri Križu je naselje u slovenskoj Općini Žužemberku. Vrh pri Križu se nalazi u pokrajini Dolenjskoj i statističkoj regiji Jugoistočnoj Sloveniji. 

## Stanovništvo
Prema popisu stanovništva iz 2002. godine naselje je imalo 48 stanovnika.